# Aginatius Faustus
Anicius Acilius Aginantius (o simplemente Aginatius) Faustus (483–508), también conocido como Faustus Albus (literalmente; "blanco") fue un político romano que ejerció bajo el gobierno de Odoacro. Entre sus hermanos se encontraban Rufius Achilius Maecius Placidus, y Rufius Achilius Sividius.
La carrera de Fausto está descrita en dos inscripciones que se encuentran en algunos asientos del Coliseo.
Se nombra como un praefectus urbi de Roma en una inscripción que celebra su trabajo en la restauración de una imagen de la diosa Minerva dañada en el derrumbamiento de un techo durante un motín. El motín se puede identificar con la guerra civil que condujo al derrocamiento y muerte del emperador Antemio en el año 472, mientras que la restauración podría haberse realizado bajo Odoacro, pero debió ser antes del 483.
En 483 fue nombrado cónsul único, sin compañeros. Probablemente no fuera reconocido por la Corte Oriental en ese momento.
Entre los años 502 y 503 pudo haber sido nombrado praefectus urbi por segunda vez. En esos años fue contactado por Enodio de Pavía para ser nombrado advocatus fisci en la provincia de Liguria. Enodio le escribiría también en 506 y 508. También podría haber sido el destinatario de una carta escrita por el obispo Avito de Vienne. Y también el de una carta de Teodorico el Grande a Fausto, su praepositus.